# Nash Edgerton
Nash Edgerton (ur. 19 stycznia 1973 w Blacktown, Sydney) – australijski producent filmowy, kaskader, aktor i reżyser.

## Życiorys
Urodził się w Blacktown w Nowej Południowej Walii jako starszy syn Marianne i prawnika i dewelopera Michaela Edgertona. Wychował się w Dural, w Nowej Południowej Walii. Jego młodszy brat Joel Edgerton jest aktorem.
Jako kaskader pracował przy filmach: Cienka czerwona linia, Hesher, Superman: Powrót, Wybuchowa para, Bling Ring, Jestem numerem cztery, Wróg numer jeden, Wolverine, Wielki Gatsby, Gwiezdne wojny: część II – Atak klonów i Gwiezdne wojny: część III – Zemsta Sithów jako dubler Ewana McGregora (Obi-Wan Kenobi).
Wyreżyserował trzy teledyski Boba Dylana: „Must Be Santa” (2009), „Beyond Here Lies Nothing” (2009) i „Duquesne Whistle” (2012).

## Filmografia

### Filmy fabularne
- 1994: Policyjna pomoc (Police Rescue) jako pomocnik Alexa
- 1994: Signal One jako The Battered Brides (keyboardzista)
- 1996: Chłopiec do bicia (Whipping Boy) jako młodzieniec #3
- 2001: Moulin Rouge! jako inspicjent, maszynista sceny
- 2003: Matrix Reaktywacja (The Matrix Reloaded) jako ochroniarz #5
- 2006: Makbet (Macbeth) jako Macdonwald

### Seriale TV
- 1992: Policyjna pomoc (Police Rescue) jako martwe ciało
- 1993: G.P. jako Jason
- 1993: Policyjna pomoc (Police Rescue) jako Paul / Skateboarder / Chłopak #2
- 1996: Szczury wodne (Water Rats) jako Greg Solly
- 1997: Upadłe anioły (Fallen Angels) jako Hoon / Wilderness Society Koala
- 1998: Wildside jako uzbrojony rabuś